# Nécropole de la vallée du Cédron

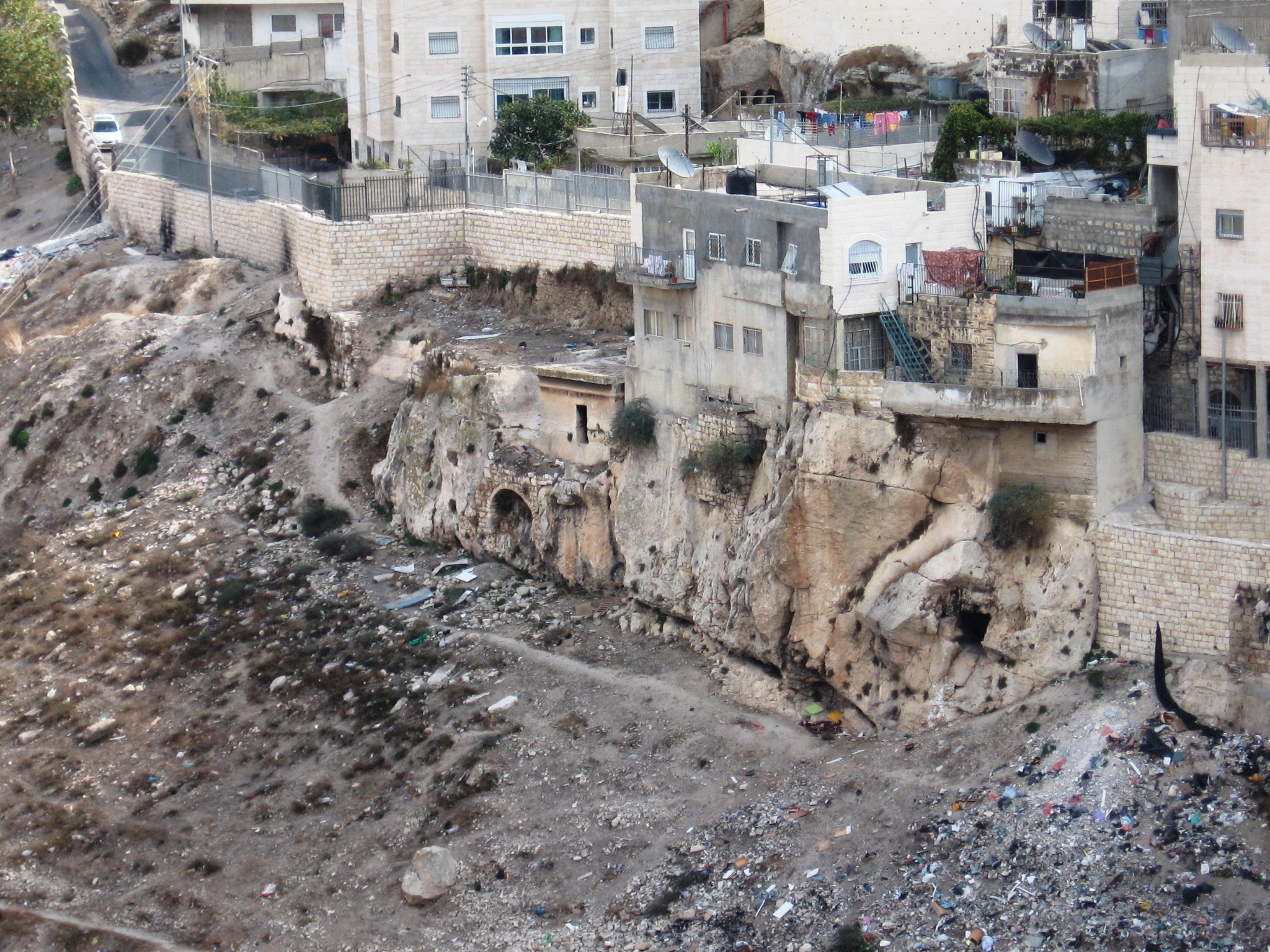
Vallée du Cédron nécropole sous le quartier arabe de Silwan

La nécropole de la vallée du Cédron, aussi appelé nécropole de Silwan, est une nécropole de l'âge du fer (IXe / VIIe siècle av. J.-C. environ) située dans le vallée du Cédron à Jérusalem. Elle se situe en face de la colline de l'Ophel, le noyau originel de la ville de Jérusalem. La nécropole compte une cinquantaine de tombes creusées dans le rocher. Beaucoup de tombes ont été endommagées dans l'antiquité lorsque le lieu a servi de carrière de pierre à l'époque romaine et surtout byzantine, puis avec l'établissement du village arabe de Silwan.